# Buidhe Bheinn
Buidhe Bheinn är ett berg i Storbritannien.   Det ligger i kommunen Highland och riksdelen Skottland, i den nordvästra delen av landet, 700 km nordväst om huvudstaden London. Toppen på Buidhe Bheinn är 879 meter över havet, eller 187 meter över den omgivande terrängen. Bredden vid basen är 3,2 km.
Terrängen runt Buidhe Bheinn är huvudsakligen kuperad, men norrut är den bergig. Trakten runt Buidhe Bheinn är nära nog obefolkad, med mindre än två invånare per kvadratkilometer. Närmaste större samhälle är Glenelg, 17,7 km nordväst om Buidhe Bheinn. Trakten runt Buidhe Bheinn består i huvudsak av gräsmarker.